# Karolina Szabó
Karolina Szabó (* 17. November 1961 in Dunaföldvár) ist eine ehemalige ungarische Leichtathletin, die neben ihren Erfolgen im Straßenlauf zwei Bahnweltrekorde aufstellte.
Die mit 1,49 Metern und 35 Kilogramm sehr zierliche Karolina Szabó trat 1982 bei den Europameisterschaften in Athen an, als erstmals der Marathonlauf auf dem Programm von Europameisterschaften stand. Mit über fünf Minuten Rückstand auf die drei Medaillengewinnerinnen belegte sie in 2:41:51 Stunden den sechsten Platz. Im Jahr darauf lief sie in 2:40:23 Stunden auf den 18. Platz bei den Weltmeisterschaften in Helsinki. 1985 erreichte Szabó beim Marathon-Weltcup in Hiroshima den dritten Platz hinter Katrin Dörre und Soja Iwanowa. 1986 stellte sie in 2:30:31 Stunden ihre persönliche Bestleistung im Marathonlauf auf. Bei den Europameisterschaften 1986 in Stuttgart trat sie im 10.000-Meter-Lauf an und belegte in 31:55,93 Minuten den achten Platz. 1987 bei den Weltmeisterschaften in Rom startete sie wieder im Marathonlauf und platzierte sich in 2:36:18 Stunden auf dem neunten Platz. 
Am 22. April 1988 unternahm Karolina Szabó auf der BSHE-Anlage in Budapest einen Weltrekordversuch im 30.000-Meter-Lauf, ihre drei Gegnerinnen stiegen bei 5000 Meter, 10.000 Meter und 16.800 Meter aus. Ihre Zwischenzeit über 25.000 Meter von 1:29:29,2 Stunden und die Endzeit von 1:47:05,6 Stunden über 30.000 Meter bedeuteten jeweils Weltrekord. Der Rekord über 25.000 Meter wurde erst 2002 von Tegla Loroupe unterboten, die 2003 auch den Rekord über 30.000 Meter verbesserte. Karolina Szabó nahm 1988 in Seoul erstmals an Olympischen Spielen teil und belegte in 2:32:26 Stunden den 13. Platz. Bei den Olympischen Spielen 1992 in Barcelona erreichte sie als Elfte das Ziel. 
Karolina Szabó war über 3000 Meter zweimal, über 10.000 Meter viermal und im Marathonlauf dreimal ungarische Meisterin. 1991 siegte sie beim München-Marathon, 1994 beim San-Francisco-Marathon.